# Stadion Kampong Thom
Kampong Thom – wielofunkcyjny stadion w mieście Kampong Thum, w Kambodży. Jest używany głównie do meczów piłki nożnej oraz zawodów lekkoatletycznych. Swoje spotkania rozgrywa na nim drużyna piłkarska Kampong Thom FC. Obiekt może pomieścić 5000 widzów.